# Lord Lyon, re d'arme
Il Lord Lyon, re d'arme (in inglese: The Right Honourable the Lord Lyon King of Arms o più semplicemente Lord Lyon King of Arms) è il grande ufficiale di Stato di grado più basso in Scozia, a capo della Corte del Lord Lyon, ed è l'ufficiale scozzese con la responsabilità di regolamentare l'araldica in quel paese, assegnando nuovi stemmi e svolgendo il ruolo di giudice della Corte del Lord Lyon, la più antica corte araldica del mondo ad essere tuttora funzionante. 
Al principio del XIX secolo, l'incarico era tenuto da un importante nobiluomo, il conte di Kinnoull, le cui funzioni erano nella pratica svolte dal viceleone. La pratica di nominare un viceleone, comunque, terminò nel 1866.
Il Lord Lyon è responsabile della supervisione del cerimoniale di Stato in Scozia, dell'assegnazione di nuovi stemmi a persone o organizzazioni, della conferma di genealogie provate e delle rivendicazioni relative a stemmi esistenti. Inoltre, registra i nuovi tartan dei clan su richiesta del capo clan. Il registro leone, ufficialmente il Registro Pubblico di Tutti gli Stemmi e Carichi nella Scozia, sul quale il Lord Lyon riporta tutti gli stemmi della Scozia, data al 1672.

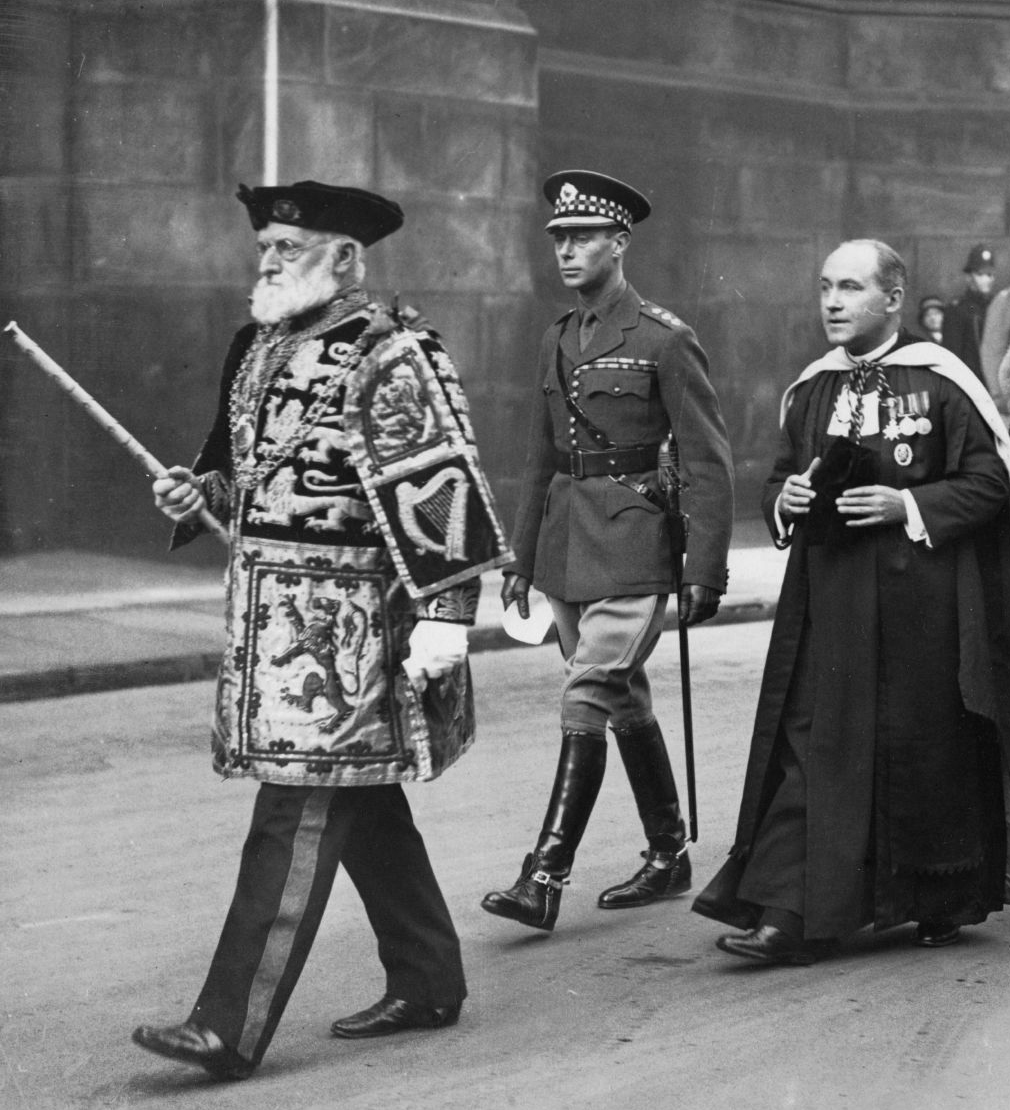
Il Lord Lyon, re d'arme (a sinistra) e il Duca di York (al centro) in processione verso la Cattedrale di St. Giles nel 1933

Per il fatto che la Corte del Lord Lyon è un dipartimento governativo, i tributi pagati per l'assegnazione di stemmi sono incassati dalla Tesoreria. L'utilizzo illegittimo degli stemmi è un reato in Scozia ed è trattato alla stessa stregua dell'evasione fiscale.
I processi sono svolti presso la Corte del Lord Lyon, in cui il Lord Lyon è giudice unico. 
Gli appelli alle sentenze della Corte del Lord Lyon possono essere proposti alla Corte di Sessione di Edimburgo. Non è possibile presentare appello se il Lord Lyon rifiuta di assegnare uno stemma, poiché questa non è una funzione giudiziale, ma un esercizio della sua funzione ministeriale; resta comunque possibile presentare appello attraverso la revisione giudiziale qualora si possa dimostrare che il Lord Lyon ha agito in maniera irragionevole.

## Analogia alle cariche in Inghilterra
L'ufficio di Lord Lyon ha in Inghilterra diversi uffici corrispondenti che svolgono le singole funzioni:
- in quanto responsabile delle cerimonie di stato scozzesi, trova parallelo in Inghilterra nel conte maresciallo.
- è l'autorità araldica così come lo è il re d'arme in Inghilterra.
- il Lord Lyon è l'unico "re d'arme" di Scozia, vale a dire l'alto ufficiale araldico. L'Inghilterra ne ha tre: il re d'armi della Giarrettiera (Garter), il Clarenceux (responsabile per l'Inghilterra meridionale) e il Norroy e Ulster (responsabile per l'Inghilterra settentrionale e per l'Irlanda del Nord). A differenza del re d'arme inglese, che non può assegnare stemmi senza un parere favorevole del Conte Maresciallo inglese, il Lord Lyon non necessita di alcun permesso, assegnano gli stessi per suo stesso potere.
- mentre in Inghilterra, la Corte di cavalleria, che si riunì per l'ultima volta nel 1954, è una corte civile, in Scozia la Corte del Lord Lyon si riunisce spesso ed ha giurisdizione penale. Il Lord Lyon ha il potere di ritirare gli stemmi e, a qualunque cosa siano essi affissi, di farli distruggere. Ad esempio, quando il Municipio di Leith, successivamente utilizzato come stazione di polizia, fu ristrutturato negli anni '90 del XX secolo, si scoprì che parecchi stemmi che decoravano la Camera del Consiglio erano attribuite a persone sbagliate. Si diede quindi alla polizia un permesso speciale per mantenerli esposti a condizione che le guide turistiche evidenziassero le anomalie storiche.

Il Lord Lyon è anche uno dei pochi individui in Scozia cui sia ufficialmente permesso l'uso del "Lion Rampant" (Leone Rampante), lo Stendardo reale di Scozia.
Per il Lord Lyon è stata realizzata una nuova corona, modellata sulla corona reale scozzese presente nelle insegne reali. Questa corona ha archi rimovibili (come una delle ultime corone della Regina Madre), che saranno rimossi nel corso dell'incoronazione, per evitare ogni possibilità di lesa maestà.

## Lista dei capi dell'ufficio
Si riportano di seguito l'elenco dei Lord Lyon dall'origine (verso il 1399 d.C.) a tutt'oggi.
- Henry Greve (c.1399)
- Douglas (1400-1421)
- Alexander Nairne of Saintfoord (1437–1450)
- Duncan Dundas (1450–1488)
- Sir Andrew Murray of Truim   (1488-1496)
- Henry Thomson of Keillour (1496–1512)
- Sir William Cumyng of Inverallochy (1512–1519)
- Thomas Pettigrew of Magdalensyde   (1519-1542)
- Sir David Lyndsay of the Mount (1490–1555)
- Sir Robert Forman, made herald 1540, (1555–1567)
- Sir William Stewart (1567–1568)
- Sir David Lindsay of Rathillet (1568–1591)
- Sir David Lindsay of the Mount (Secundus) (1591–1621)
- Sir Jerome Lindsay (1621–1630)
- Sir James Balfour (1630–1658)
- Sir James Campbell (1658–1660)
- Gilbert Stewart (1660)
- Sir Alexander Dundas (1660–1663)
- Sir Charles Erskine, Bt (1663–1677)
- Sir Alexander Erskine (1677–1726)
- Alexander Brodie of that Ilk (1727–1754)
- John Hooke-Campbell (1754–1796)
- The 10th Earl of Kinnoull (1796–1804)
- The 11th Earl of Kinnoull (1804–1866)
- George Burnett (1866–90)
- Sir James Balfour Paul (1890–1927)
- Captain George Swinton (1927–1929)
- Sir Francis Grant (1929–1945)
- Sir Thomas Innes of Learney (1945–1969)
- Sir James Grant (1969–1981)
- Sir Malcolm Innes of Edingight (1981–2001)
- Robin Orr Blair (2001–2008)
- William David Hamilton Sellar (2008–2014)
- Joseph John Morrow (2014-)[3]